# Чибисов, Конон Николаевич
Ко́нон Никола́евич Чи́бисов (1 сентября 1917 — 1 января 1996) — Герой Советского Союза. Командир 4-й стрелковой роты 605-го стрелкового полка 132-й стрелковой дивизии 129-го стрелкового корпуса 47-й армии 1-го Белорусского фронта, гвардии старший лейтенант.

## Биография
Родился в семье крестьянина Чибисова Николая Ермолаевича и Чибисовой Надежды Тарасовны в деревне Савостье. Русский. Член КПСС с 1942 года. Окончил начальную школу. Работал в колхозе. Женат, имел троих детей.
В 1939 году был призван в Красную Армию и первоначально служил в должности повара в звании красноармейца (затем ефрейтора). Окончил школу младших командиров.
Участник Великой Отечественной войны с июня 1941 года. За годы войны был трижды ранен, прошёл путь от командира отделения до командира роты. Стал офицером. В 1944 году окончил курсы усовершенствования офицерского состава. Командир роты гвардии старший лейтенант Чибисов отличился при форсировании Вислы.
15 января 1945 года в районе населенного пункта Чонстокув (западнее города Ломжа, Польша) рота Чибисова прорвала оборону противника. В ходе боя лично Чибисов из пулемёта отразил вражескую контратаку и поднял своих бойцов в атаку. Рота быстрым рывком овладела траншеями противника, взяв в плен 75 фашистских солдат и офицеров. Сломив упорное сопротивление гитлеровцев, старший лейтенант Чибисов со своей ротой первым с ходу переправился через Вислу, захватил там плацдарм и удержал его до подхода основных сил своей дивизии. В этом бою командир роты лично уничтожил более 30 гитлеровцев.
Указом Президиума Верховного Совета СССР от 27 февраля 1946 года за образцовое выполнение заданий командования и проявленные мужество и героизм в боях с немецко-фашистскими захватчиками старшему лейтенанту Конону Николаевичу Чибисову присвоено звание Героя Советского Союза с вручением ордена Ленина и медали «Золотая Звезда» (№ 5226).
С 1946 года капитан Чибисов — в запасе. Был на административно-хозяйственной работе. Жил в поселке Понизовье Руднянского района.
25 апреля 2002 года постановлением Смоленской областной Думы имя Героя Советского Союза Чибисова Конона Николаевича присвоено Борковской основной общеобразовательной школе Руднянского района.
Именем Конона Николаевича названа также центральная улица посёлка Понизовье.

## Награды
- Медаль «За боевые заслуги» (декабрь 1941) — из наградного листа на красноармейца 69-го отдельного разведывательного батальона I гвардейской ордена Ленина стрелковой дивизии «Находясь во вражеском окружении был послан с группой бойцов в разведку, во время которой эта группа наткнулась на засаду противника в районе хутор „Степное“ Курской области. Тов. Чибисов вместе с группой разведки вступил в бой с противником и с первого выстрела убил вражеского офицера и в продолжении боя с противником показал себя бесстрашным и отважным красноармейцем в течение которого ещё убил три вражеских солдата. По примеру т. Чибисова все бойцы действовали бесстрашно. Товарищ Чибисов достоин правительственной награды „медаль за отвагу“» — основание фонд ЦАМО, ф. 33, оп. 682524, ед. хр. 434, л. 587, однако приказом войскам Юго-Западного фронта № 13/н от 29.12.1941 (там же. л. 65) он был награждён этой медалью.
- Медаль «За боевые заслуги» (февраль 1942) — из наградного листа на ефрейтора Конона Чибисова «27 октября 41 г., во время выхода батальона с окружения группа вражеских автоматчиков внезапно обстреляла батальон. В неравном бою ефрейтор т. Чибисов К. Н., убил с винтовкой немецкого офицера и трёх солдат. 15 ноября 41 г. в районе дер. Ломово ефрейтору т. Чибисову К. Н. давались задания по обнаружению сил противника — добытые им сведения давали возможность батальону проводить операцию по уничтожению сил противника. Своевременно обеспечивает батальон горячей пищей. Хороший разведчик, выносливый и смел. Достоин представления к правительственной награде Медаль „За боевые заслуги“» — основание там же. Ед. хр. 454, л. 592, награждён приказом войскам Юго-Западного фронта № 32/н от 19.02.1942 (там же, л. 295).
- Медаль «Золотая Звезда» (февраль 1946) — из наградного листа на командира 4-й роты гвардии старшего лейтенанта К. Н. Чибисова "… при прорыве вражеской обороны 15-го января 1945 года, после артиллерийской подготовки, личным примером поднявшись в полный рост, не взирая на сильный артиллерийский и пулеметный огонь противника, поднял свою роту и с нею ворвался в траншеи противника, лично из ручного пулемета уничтожил более 30-и немцев. Разгромив окруженную группу противника, и продолжая движение вперед, гвардии старший лейтенант Чибисов с ротой первым достиг противоположного берега Вислы. Ходатайствую о присвоении гвардии старшему лейтенанту Чибисову звания «Герой Советского Союза».

Мемориальная доска в городе Рудня